# José do Telhado (1945)
José do Telhado é um filme de aventura histórico português de 1945 realizado por Armando de Miranda e estrelado por Virgílio Teixeira e Adelina Campos. Retrata a vida do salteador e militar do século XIX, José do Telhado. É um remake do filme mudo de Rino Lupo, José do Telhado, lançado em 1929.
Teve as suas estreias no Coliseu do Porto a 15 de dezembro de 1945 e, em Lisboa, a 16 de janeiro de 1946 no Teatro Politeama. Recebeu boas críticas e teve bastante sucesso nas salas de cinema portuguesas, tendo o ator Virgílio Teixeira sido eleito Melhor Ator português desse mesmo ano pela sua performance.
Foi realizada a sequela A Volta de José do Telhado em 1949.

## Elenco
- Virgílio Teixeira como José do Telhado
- Adelina Campos como Aninhas, esposa de José do Telhado
- Juvenal de Araújo como José do Telhado (em Jovem)
- Patrício Álvares como Boca Negra
- Fernando Silva como Malaquias
- Ramalho Monteiro como Gordo
- José Pereira como Chino
- Patrícia de Lencastre como Genoveva
- Flor de Almeida como Bandoleira
- Francisco Mesquita como Bandoleiro
- Oliveira Figueiredo como Bandoleiro
- João Reis como Bandoleiro
- Carlos Barros como Fanfarrão
- Alfredo Pereira como Compadre
- Alberto de Miranda como Homem dos Bois
- Vítor Raposo como Oficial
- Jorge Grave como Diretor Administrativo
- António Góis como Mordomo
- Manuela Bonito como Baronesa
- Teodoro Silva como Senhor de Ruivães
- Maria Alice Tavares como Fidalguinha de Ruivães
- João Silva Araújo como Narrador
- Sara Rafael como Esposa do Narrador